# Henry Dearborn

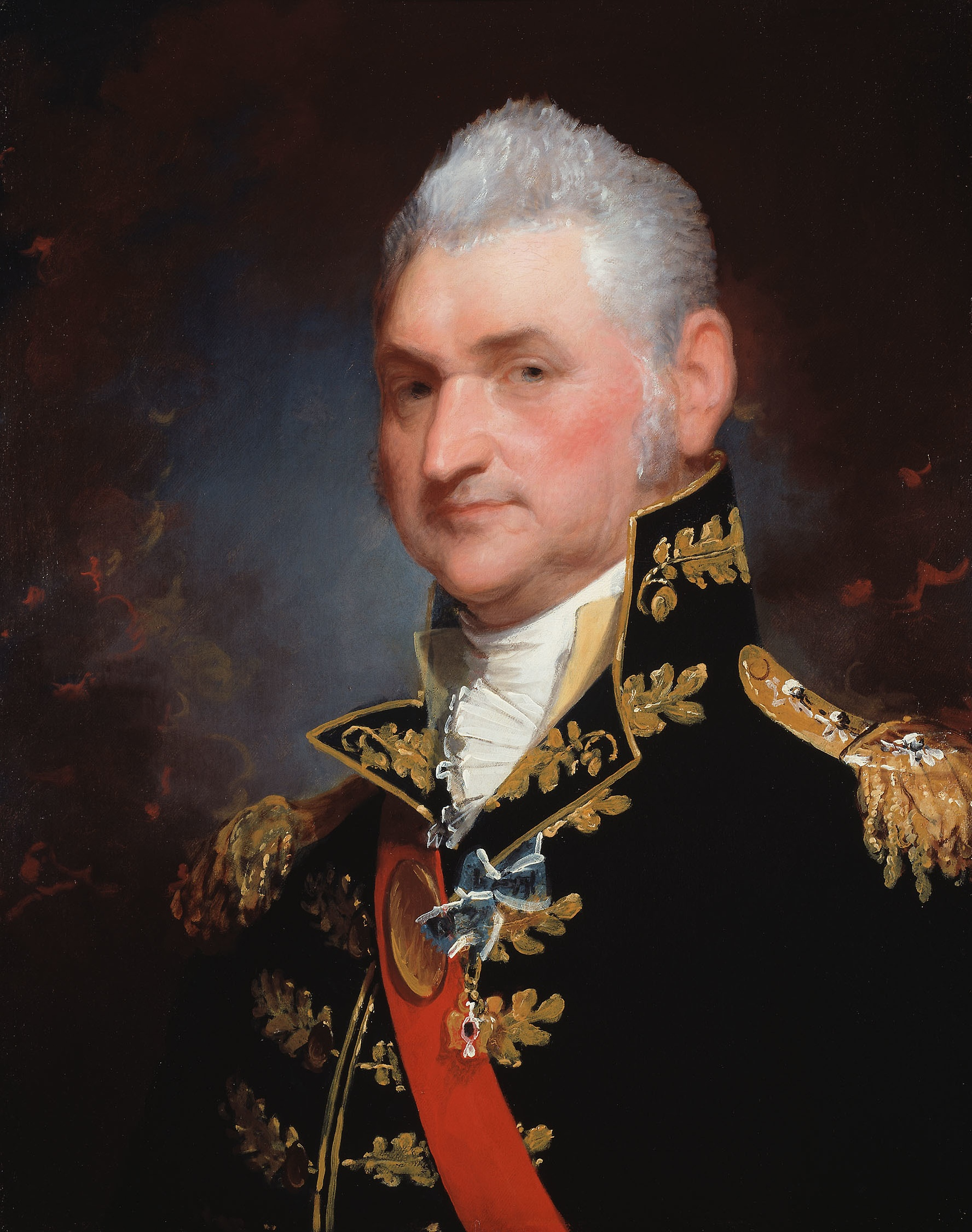
Henry Dearborn auf einem Gemälde von Walter M. Brackett aus dem Jahr 1873

Henry Dearborn (* 23. Februar 1751 in North Hampton, Rockingham County, New Hampshire Colony; † 6. Juni 1829 in Roxbury, Massachusetts) war ein US-amerikanischer Arzt, Politiker und Offizier des Amerikanischen Unabhängigkeitskriegs sowie des Kriegs von 1812.

## Unabhängigkeitskrieg
Dearborn wurde in North Hampton geboren und wuchs in Epping (New Hampshire) auf. Er studierte Medizin und eröffnete 1772 eine Praxis in Nottingham Square (New Hampshire). Bei Ausbruch des Unabhängigkeitskriegs organisierte er die Aufstellung einer lokalen Miliztruppe aus 60 Mann, übernahm deren Führung und marschierte mit dieser nach Boston, wo er als Hauptmann an der Schlacht von Bunker Hill teilnahm. Anschließend meldete er sich freiwillig zu Benedict Arnolds erfolgloser Expedition nach Kanada, geriet durch die amerikanische Niederlage in der Schlacht von Québec am 31. Dezember 1775 in britische Gefangenschaft und verbrachte in dieser ein Jahr. Im Mai 1776 ließen ihn die Briten auf Ehrenwort frei; formell ausgetauscht wurde er erst im März 1777.
Daraufhin trat er wieder in die Armee ein, war 1777 an den Kämpfen um Fort Ticonderoga und den Schlachten bei Freemans Farm und Saratoga beteiligt. Den Winter 1777/1778 verbrachte Dearborn – inzwischen im Rang eines Oberstleutnants – bei George Washingtons Hauptarmee in Valley Forge. 1778 war er an der Schlacht von Monmouth beteiligt und nahm 1779 an Generalmajor John Sullivans Expedition gegen die Irokesen teil. 1781 trat Dearborn als Generalquartiermeister mit dem Rang eines Obersts in Washingtons Stab ein und erlebte in dieser Funktion die Kapitulation der britischen Truppen unter General Cornwallis nach der Schlacht von Yorktown mit. 

## Nachkriegszeit

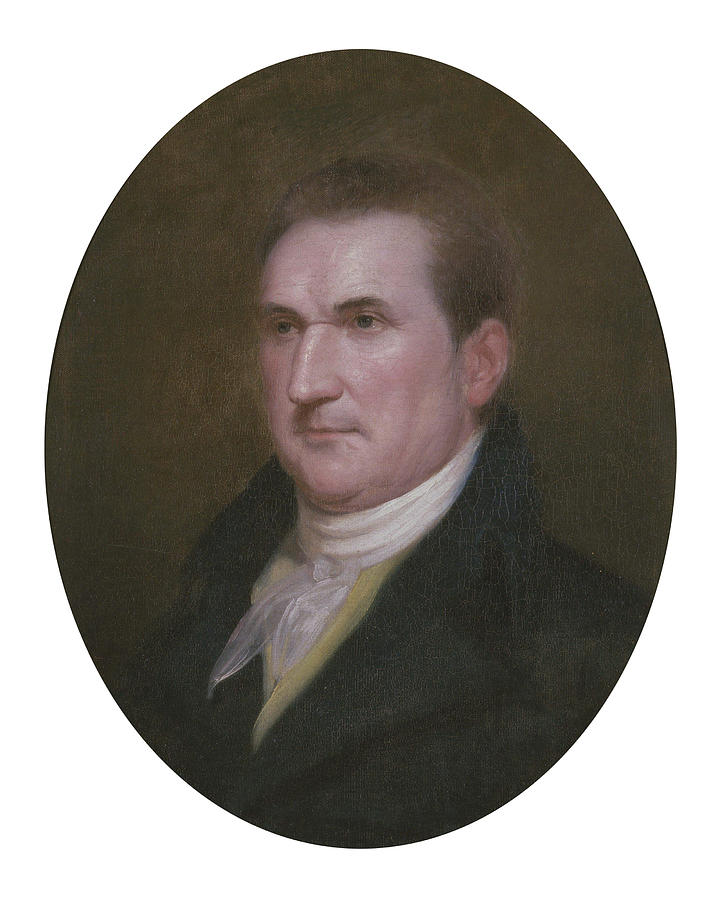
Henry Dearborn im Jahr 1796

Nach dem Ende des Unabhängigkeitskriegs erhielt er im Juni 1783 seine Entlassung aus der Armee und ließ sich im damals noch zu Massachusetts gehörenden Kennebec County nieder, wo er als erster US Marshal für den District of Maine tätig war. Unter seiner Aufsicht fand 1790 die erste von der Bundesregierung angeordnete Hinrichtung statt. Darüber hinaus vertrat er seinen Distrikt als Abgeordneter der Demokratisch-Republikanischen Partei von 1793 bis 1797 im Repräsentantenhaus der Vereinigten Staaten und erwarb den Rang eines Generalmajors der Miliz von Maine. 1801 berief ihn Präsident Thomas Jefferson als Kriegsminister in sein Kabinett. Diesen Posten hatte er bis 1809 inne. Zwar gelangen ihm eine Reihe kleinerer Verbesserungen, doch änderte er nichts am grundsätzlich schlechten Zustand der US Army, der durch mangelhafte Ausbildung und Disziplin, überalterte, korrupte oder unfähige Offiziere und politische Einflussnahme gekennzeichnet war. Von 1809 bis 1812 war er Zolleinnehmer – eines der wichtigsten lokalen Bundespolitischen Ämter – im Hafen von Boston.

## Oberbefehlshaber
Beim Ausbruch des Kriegs von 1812 mit Großbritannien erhielt Dearborn von Präsident James Madison den Rang des ältesten Generalmajors und den Oberbefehl über die amerikanischen Truppen, die Kanada erobern sollten. Trotz seiner militärischen Erfahrungen aus dem Unabhängigkeitskrieg erwies sich Dearborn als völlig ungeeignet. Seine Soldaten gaben ihm den Spottnamen „Granny“ (Großmutter). Er versäumte es, die Verteidigung der Küsten zu organisieren und die Milizen der Staaten aufzubieten. Die Nachlässigkeit und Langsamkeit der Amerikaner erlaubte es den zahlenmäßig weit unterlegenen Briten unter Sir Isaac Brock, zum Angriff überzugehen, bevor Dearborn seine Offensivpläne umsetzen konnte. Weil er es versäumt hatte, Vorkehrungen für mögliche britische Angriffe im Nordwesten zu treffen, konnten diese das strategisch wichtige Fort Mackinac überrumpeln. Da er Brigadegeneral William Hull in Detroit seinem Schicksal überließ, sah sich dieser am 16. August 1812 genötigt, mit seinen 2000 Mann vor Brock zu kapitulieren.
Dearborn gelang es, den US-Truppen durch einen mit dem britischen Generalgouverneur Sir George Prevost abgeschlossenen Waffenstillstand eine dringend notwendige Atempause zu verschaffen. Bei der Wiederaufnahme der Angriffsoperationen am Niagara River wurden die Mängel der US-Armee erneut deutlich. Als der Dearborn unterstellte Generalmajor Stephen Van Rensselaer den Fluss zu überschreiten versuchte, erlitten die Amerikaner in der Schlacht von Queenston Heights vom 13. Oktober eine schwere Niederlage, bei der die schlechte Ausbildung der Soldaten, mangelhafte Disziplin, schlechte Organisation und offene Befehlsverweigerung aus politischen Gründen eine wesentliche Rolle spielten. Ein erneuter Invasionsversuch unter van Rensselaers Nachfolger Alexander Smyth scheiterte durch die Niederlage in der Schlacht am Frenchman’s Creek vom 28. November ebenfalls. Gleichzeitig unternahm der nach den vorangegangenen Misserfolgen unter massivem Druck von Präsident Madison stehende Dearborn einen Angriff auf Montreal. Der mit 6.000 Mann nur halbherzig unternommene Vorstoß scheiterte bereits direkt an der Grenze durch die Niederlage in der Ersten Schlacht bei Lacolle Mills vom 27. November 1812, in der sich amerikanischer Truppen aufgrund von Organisations- und Kommunikationsfehlern gegenseitig unter Feuer nahmen. Wiederholte Rücktrittsgesuche Dearborns lehnte Präsident Madison ab. Mit stark überlegenen Truppen und Unterstützung durch die US Navy gelangen ihm 1813 mit der Eroberung von York (heute Toronto) am 27. April und der Einnahme von Fort George am Niagara River am 27. Mai 1813 zwei kleinere Erfolge. Beide offenbaren jedoch mangelndes strategisches Verständnis: York wurde statt des wesentlich wichtigeren Kingston (Ontario) angegriffen, die Eroberung von Fort George blieb ungenutzt, da die US-Truppen dort stehen blieben, statt ernsthaft in das Landesinnere vorzustoßen. Nach blamablen Niederlagen bei Stoney Creek und Beaver Dams mussten die Amerikaner das kanadische Ufer des Niagara im Winter 1813 räumen. Dearborn wurde am 6. Juli 1813 abberufen und erhielt einen Verwaltungsposten in New York. Später übernahm er den Vorsitz über das Kriegsgericht, das General Hull wegen der Kapitulation von Detroit zum Tode verurteilte, obwohl Dearborns Versäumnisse bei diesem Debakel eine wesentliche Rolle gespielt hatten. Am 15. Juni 1815 wurde Dearborn ehrenvoll aus der Armee entlassen. Er ist wesentlich dafür verantwortlich, dass die Amerikaner im Krieg von 1812 trotz erdrückender Übermacht ihr Ziel einer Eroberung Kanadas verfehlten und eine Serie von Niederlagen erlitten, die zu den blamabelsten der amerikanischen Militärgeschichte gehören.

## Letzte Jahre
Trotzdem nominierte Präsident Madison ihn erneut zum Kriegsminister. Der Senat lehnte ihn jedoch ab. Präsident James Monroe ernannte Dearborn zum Gesandten in Portugal, von wo er nach zwei Jahren 1824 auf eigenen Wunsch zurückgerufen wurde. Dearborn zog sich in sein Haus in Roxbury (Massachusetts) zurück, wo er fünf Jahre später starb. Beigesetzt ist er auf dem Forest Hills Cemetery in Boston.

## Familie
Er war drei Mal verheiratet: mit Mary Bartlett (1771), mit Dorcas (Osgood) Marble (1780) und mit Sarah Bowdoin, der Witwe des Politikers und Intellektuellen James Bowdoin III (1813). Der Politiker und General Henry Alexander Scammell Dearborn war sein Sohn aus zweiter Ehe.

## Gedenken
Nach ihm wurden das ehemalige Fort Dearborn in Chicago und die Küstenbefestigung Fort Dearborn in New Hampshire benannt.
Lewis und Clark nannten den Dearborn River in Montana 1803 nach Henry Dearborn. Dearborn County, Indiana, Dearborn in Michigan, Dearborn in Missouri sind nach ihm benannt. Die Stadt Augusta in Maine wurde im August 1797 nach Henrys Tochter Augusta Dearborn benannt.